# 로버트 패리시
로버트 리 패리시(Robert Lee Parish, 1953년 8월 30일 ~ )는 은퇴한 미국의 농구 선수이다. 그의 포지션은 센터로, 자신의 강한 방어와 점프슛으로 알려져 2003년 농구 명예의 전당에 입성되었다. 1976년부터 21년간 활약하면서 카림 압둘 자바에 이어 두 번째로 40대에 은퇴한 선수가 되었고, 1996년에 NBA 위대한 50인 선수로 임명되었다.

## 대학 농구 시절
루이지애나주 쉬리브포트에서 출생하였다. 센터너리 대학교에 입학하여 1972년부터 1976년까지 가장 성공적인 대학 농구 선수로 알려졌다.

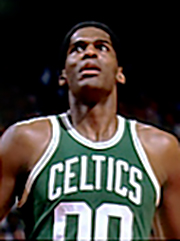
보스턴 셀틱스 시절의 로버트 패리시

## NBA 경력
대학 선수 생활을 마친 패리시는 1976년 NBA 신인 선수 선발에서 골든스테이트 워리어스에 의하여 발탁되었다. 1980년 타이틀 경쟁자로 활약하는 패리시의 행운이 바뀌었다. 보스턴 셀틱스의 1980년 신입 선수 선발에 향하여 최고의 전체의 선택권을 잡았다.
패리시는 14년 동안의 셀틱스 경력 동안에 래리 버드, 케빈 맥헤일과 협동적 활약을 보이기 시작하면서, 3회의 우승(1981, 1984, 1986)을 경험하였다. 이 시기에 패리시, 버드, 맥헤일은 팀의 3중주로 알려졌다.
샬럿 호네츠에 이적하여 2개의 시즌에서 활약하다가, 1996-97 시즌에 시카고 불스로 이적하여 자신의 4회 NBA 타이틀을 거머쥐었다. 43세의 나이에 프로비던스 스팀롤러스의 냇 히키, 댈러스 매버릭스의 케빈 윌리스에 이어 3번째 연장자 선수로 알려졌다.

## 유산
패리시는 융통성 있는 센터로 알려졌으며, 자신의 7피트 0인치의 신장과 상대 선수를 향한 속력을 이용하여 페인트 바닥의 외부에서 명확한 슛을 발사하였다. 명예 전당 동입성자이자, 1985-87 시즌의 동료 선수 빌 월턴은 한번 패리시에게 "최고의 위대한 슈팅 장신 선수"라 불렀다. 아마, 그의 필드골과 프리스로의 능력 이유 때문일지도 몰랐을 것이다.
그의 성과를 기념하면서 1998년 셀틱스와 인디애나 페이서스 간의 경기에서 그의 00번 저지가 셀틱스의 영구 결번이 되었으며, 당시 페이서스의 총감독 버드도 기념식에 참가할 수 있었다.
오늘날, 패리시는 셀틱스의 팀 상담자 활동에 남아있다.